# Козельцева, Елена Борисовна
Елена Борисовна Козельцева (урождённая Листова; 22 мая 1914 — 25 мая 2010, Москва) — полковник КГБ, куратор, старший куратор МГУ им. М. В. Ломоносова со стороны органов безопасности (1948—1980).

## Биография
Родилась в Иваново. Жила в Воронеже с бабушкой, рано потеряла мать, отец служил актёром в театре имени Маяковского. Прибавив себе возраст, пошла работать. Работала фрезеровщиком на авиационном заводе. В числе 9 человек была отобрана для учёбы в Москве. В 1939 году Елена Борисовна Листова окончила факультет «Паровозное хозяйство» Московского эксплуатационного института инженеров транспорта по специальности «Строительная механизация и оборудование». Ученица преподавателя Штанге и академика В. Н. Образцова. По распределению попала в Наркомат путей сообщения. Сдала на права машиниста, получила должность «старший инженер».

### В органах безопасности
Судя по воспоминаниям самой Е. Б. Козельцевой, она, начитавшись книг, в возрасте девятнадцати лет обратилась в НКВД с предложением сотрудничества и была взята в отдел, где не хватало людей, но по официальным данным штатным сотрудником органов стала в 1939 году, то есть в возрасте 25 лет. В 1939—1941 годах работала в Управлении НКВД г. Москвы и Московской области под руководством комиссара П. Н. Кубаткина. 
9 мая 1940 года присвоено звание лейтенанта государственной безопасности сотруднице управления НКВД СССР по Московской области Листовой Елене Борисовне.
В 1941—1942 годах — оперуполномоченный Особого отдела кавалерийского корпуса генерала Л. М. Доватора. В 1942—1943 годах работала в Белорусском штабе партизанского движения. В течение всей войны многократно пересекала линию фронта и работала в тылу немецких войск. По одним сведениям в 1943—1948 годах — куратор ЦАГИ, но по воспоминаниям Козельцевой, в конце войны она была направлена в Центральный аппарат НКГБ в отдел по созданию чекистских школ. Участвовала в открытии подобных школ в Белоруссии, в Прибалтике (в частности, в Литве) и других районах СССР. В Литве была свидетелем того, как школа была атакована и захвачена «лесными братьями». Работала на Западной Украине.

### Куратор МГУ
С 1948 года куратор МГУ имени Ломоносова. По воспоминаниям Козельцевой знакомство с ректором И. Г. Петровским состоялось уже в новом здании МГУ, то есть не ранее 1953 года. Она была в чине подполковника, а её должность в МГУ называлась «внештатный референт» ректора. В действительности её значение в иерархии МГУ было огромным, неслучайно в некоторых воспоминаниях её называют «проректором».
5 декабря 1965 году была на демонстрации на Пушкинской площади, подходила к отдельным студентам, опознанным находившимися там представителями студенческого партийного актива, и предлагала им немедленно покинуть площадь (при этом представлялась сотрудницей экономического факультета МГУ). После демонстрации вела «профилактические беседы» с отдельными её участниками — Э. Молчановым, Д. Зубаревым, О. Воробьевым (последний после беседы был помещен на обследование в Институт судебной психиатрии им. Сербского).

#### Круг общения
Елена Борисовна Козельцева в силу своей должности обладала очень широким кругом общения в среде московских учёных. В своих кратких воспоминаниях она перечисляет: академиков М. В. Келдыша, И. Г. Петровского, Р. В. Хохлова, А. Н. Тихонова, И. М. Гельфанда, П. С. Александрова, А. Н. Белозерского, А. А. Самарского, О. А. Олейник, члена-корреспондента А. П. Капицу, декана Я. Н. Засурского, профессоров О. А. Ахманову и Э. А. Бабаяна.
Говоря в первую очередь об И. Г. Петровском, М. В. Келдыше, А. Н. Тихонове и Р. В. Хохлове, Козельцева подчёркивает: «Чтобы пресечь какие-либо досужие домыслы, я хочу ответственно сказать, что эти люди не были осведомителями и агентами КГБ, они были учёными и великолепными воспитателями в высоком понимании».
Вместе с тем круг общения Е. Б. Козельцевой далеко не ограничивался элитой советской науки. Например, как вспоминает продюсер Александр Чепарухин, в то время «хипарь» и организатор университетских дискотек, он мог заявиться на день рождения Козельцевой с букетом и подвыпившим другом и столкнуться там лицом к лицу с генералом В. М. Чебриковым.

#### Методы работы
«Иной раз на совещании у того же Бобкова здоровые мужики хвастаются: вот у нас в таком-то вузе столько-то арестов. А я говорю: кого арестовываете? Мальчишек? Чем гордитесь?»
Е. Б. Козельцева неоднократно подчеркивала, что её основным методом была профилактика.
По словам Е. Б. Козельцевой за 25 лет работы в должности старшего куратора МГУ она арестовала лишь одного физика, который скопировал чертежи и хотел их передать за деньги иностранцу, в другой статье она говорила, что это был студент физического факультета, которого "сняли [с самолёта] в аэропорту с паспортом одной иностранной державы".
Е. Б. Козельцева считала, что при ней были исключены только несколько ребят, «из которых один ревизовал учение Ленина, другой тоже чем-то таким занимался…. Но это уже было не с моей подачи. Ими занялись партийные органы, и после этого ни один человек не смог бы остановить их исключение». Если предположить, что речь идёт о деле группы Краснопевцева (самом громком политическом деле в МГУ после смерти Сталина), то 9 человек были сначала арестованы 14 августа 1957 года, а потом исключены, из них большинство было в той или иной степени связано с историческим факультетом МГУ.

### Отставка
Перед отставкой имела неосторожность в беседе с двоечником, студентом химфака, внуком одного из партийных руководителей страны сказать: «Учти, дедушка не вечен, придётся тебе самому в жизни пробиваться, надо стать хорошим специалистом». После этого, по словам Е. Б. Козельцевой, с 1 февраля 1980 была отправлена в отставку в чине полковника. Поступила на должность зам. проректора по внешним связям, позднее работала на факультете журналистики.

### В конце жизни
Автор кратких воспоминаний об общении с известными учёными. Скончалась в 2010 году на 97-м году жизни.

## Семья
- Бабушка — Альма Яновна, латышка по национальности, жила с семьёй Козельцевой[6].
- Отец — Борис Алексеевич Листов, тётя по отцу — Татьяна Алексеевна Владич
- Первый муж, отец дочери — ?
  - Дочь — Марина Викторовна Листова, (род. 29 декабря 1940)
- Муж — Лев Васильевич Козельцев, однокурсник по МИИТу[15]
  - Сын — Андрей Львович Козельцев, (род. 6 июля 1950), врач, предприниматель.
  - Сын — Михаил Львович Козельцев, (род. 15 августа 1955[16]), занимается экономикой природопользования[1].

## Награды
Награждена не менее, чем 18 орденами и медалями, в том числе:
- Орден Красного Знамени[18],
- Орден Красной звезды (1952 г.)[6],
- Орден Октябрьской Революции (1977 г.)[6],
- 2 медали «За отвагу»[18],
- Медаль "За боевые заслуги"[18],
- медаль «За оборону Москвы»[6].
- Дважды почётный сотрудник КГБ СССР[6].

## Адреса
- 1960-е — Садовое кольцо[6]
- с 1970-х[1] — МГУ Главное здание, Корпус «И»[19]

## Комментарии
1. ↑  В конце 70-х начале 80-х на химическом факультете МГУ[13] учился и работал внук Брежнева, названный в честь деда Леонидом Юрьевичем Брежневым (1956 г.р.). Чётких доказательств, что Е. Б. Козельцева имеет в виду именно его, нет. Но пребывание Лёни Брежнева на химфаке сначала как студента, позже как преподавателя, оставило обширный университетский фольклор[14].